# Лез-Езі-де-Таяк-Сірей
Лез-Езі́-де-Тая́к-Сіре́й (фр. Les Eyzies-de-Tayac-Sireuil) — колишній муніципалітет у Франції, у регіоні Нова Аквітанія, департамент Дордонь. Населення — 827 осіб (2011).
Муніципалітет був розташований на відстані близько 450 км на південь від Парижа, 130 км на схід від Бордо, 37 км на південний схід від Періге.

## Історія
1 січня 2019 року Лез-Езі-де-Таяк-Сірей, Манорі i Сен-Сірк було об'єднано в новий муніципалітет Лез-Езі.

## Демографія
Динаміка населення (INSEE  ):
Розподіл населення за віком та статтю (2006):
| Стать | Всього | До 15 років | 15-24 | 25-44 | 45-64 | 65-85 | Понад 85 |
| --- | ------ | ----------- | ----- | ----- | ----- | ----- | -------- |
| Чоловіки | 385    | 32          | 28    | 96    | 129   | 76    | 24       |
| Жінки | 453    | 44          | 28    | 92    | 173   | 100   | 16       |
| \| Статево-вікова піраміда \| Статево-вікова піраміда \| Статево-вікова піраміда \| \| ----------------------- \| ----------------------- \| ----------------------- \| \| Чоловіки \| Вік \| Жінки \| \| 24 \| 85 + \| 16 \| \| 4 \| 80-84 \| 12 \| \| 28 \| 75-79 \| 44 \| \| 16 \| 70-74 \| 20 \| \| 28 \| 65-69 \| 24 \| \| 12 \| 60-64 \| 32 \| \| 53 \| 55-59 \| 44 \| \| 36 \| 50-54 \| 53 \| \| 28 \| 45-49 \| 44 \| \| 40 \| 40-44 \| 36 \| \| 20 \| 35-39 \| 24 \| \| 24 \| 30-34 \| 12 \| \| 12 \| 25-29 \| 20 \| \| 8 \| 20-24 \| 8 \| \| 20 \| 15-20 \| 20 \| \| 12 \| 10-14 \| 8 \| \| 8 \| 5-9 \| 16 \| \| 12 \| 0-4 \| 20 \| |        |             |       |       |       |       |          |
| Статево-вікова піраміда |        |             |       |       |       |       |          |
| Чоловіки | Вік    | Жінки       |       |       |       |       |          |
| 24 | 85 +   | 16          |       |       |       |       |          |
| 4 | 80-84  | 12          |       |       |       |       |          |
| 28 | 75-79  | 44          |       |       |       |       |          |
| 16 | 70-74  | 20          |       |       |       |       |          |
| 28 | 65-69  | 24          |       |       |       |       |          |
| 12 | 60-64  | 32          |       |       |       |       |          |
| 53 | 55-59  | 44          |       |       |       |       |          |
| 36 | 50-54  | 53          |       |       |       |       |          |
| 28 | 45-49  | 44          |       |       |       |       |          |
| 40 | 40-44  | 36          |       |       |       |       |          |
| 20 | 35-39  | 24          |       |       |       |       |          |
| 24 | 30-34  | 12          |       |       |       |       |          |
| 12 | 25-29  | 20          |       |       |       |       |          |
| 8 | 20-24  | 8           |       |       |       |       |          |
| 20 | 15-20  | 20          |       |       |       |       |          |
| 12 | 10-14  | 8           |       |       |       |       |          |
| 8 | 5-9    | 16          |       |       |       |       |          |
| 12 | 0-4    | 20          |       |       |       |       |          |

## Економіка
2010 року серед 492 осіб працездатного віку (15—64 років) 357 були активними, 135 — неактивними (показник активності 72,6%, у 1999 році було 68,8%). З 357 активних мешканців працювало 297 осіб (152 чоловіки та 145 жінок), безробітними було 60 (24 чоловіки та 36 жінок). Серед 135 неактивних 20 осіб було учнями чи студентами, 66 — пенсіонерами, 49 були неактивними з інших причин.

У 2010 році в муніципалітеті числилось 419 оподаткованих домогосподарств, у яких проживали 838,5 особи, медіана доходів виносила 15 558 євро на одного особоспоживача

## Цікавий факт
На території муніципалітету розташовані кілька відомих печер, у тому числі печери Комбарель і Кро-Маньйон.

## Галерея зображень

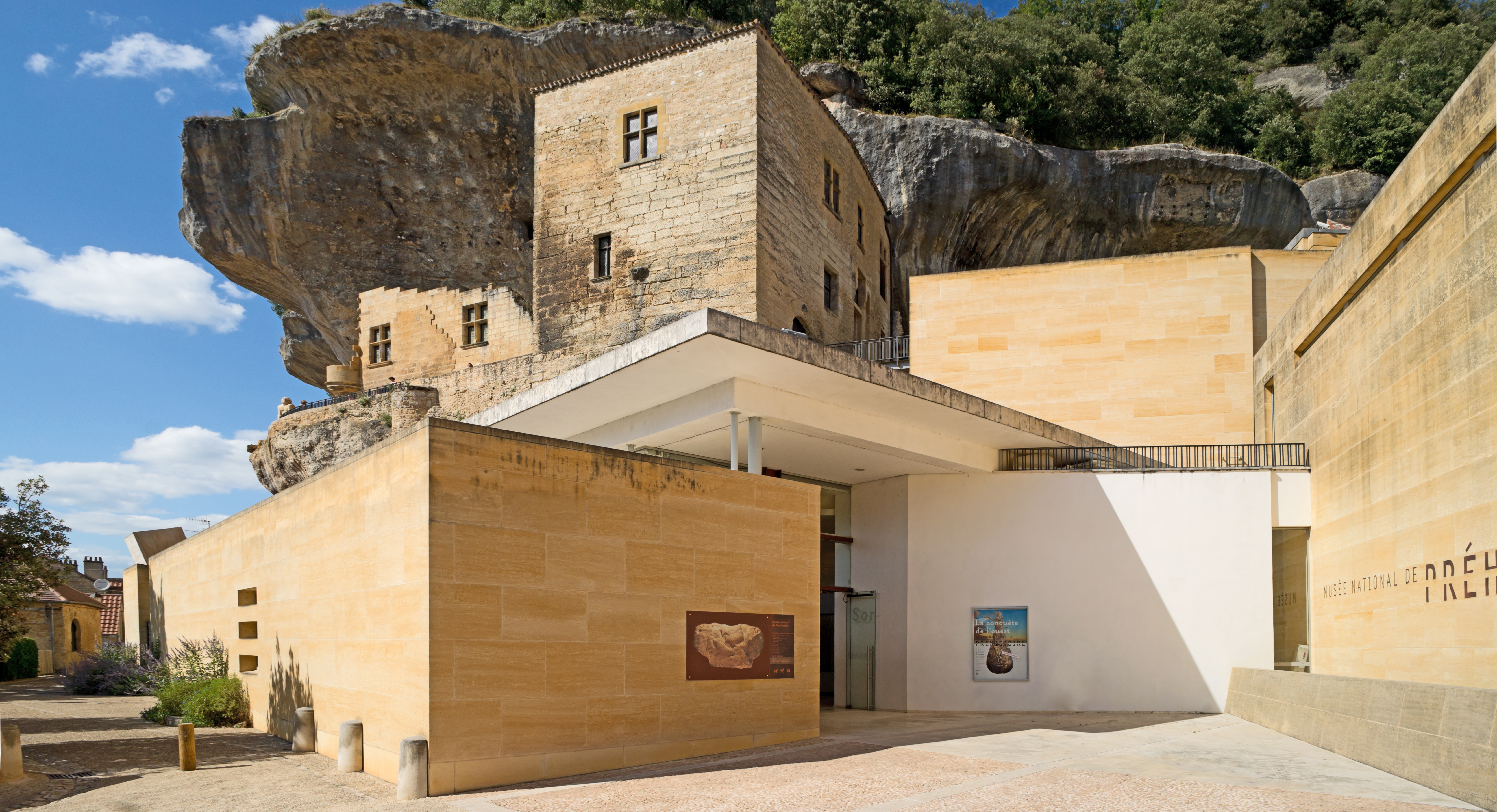
Національний музей доісторичної епохи
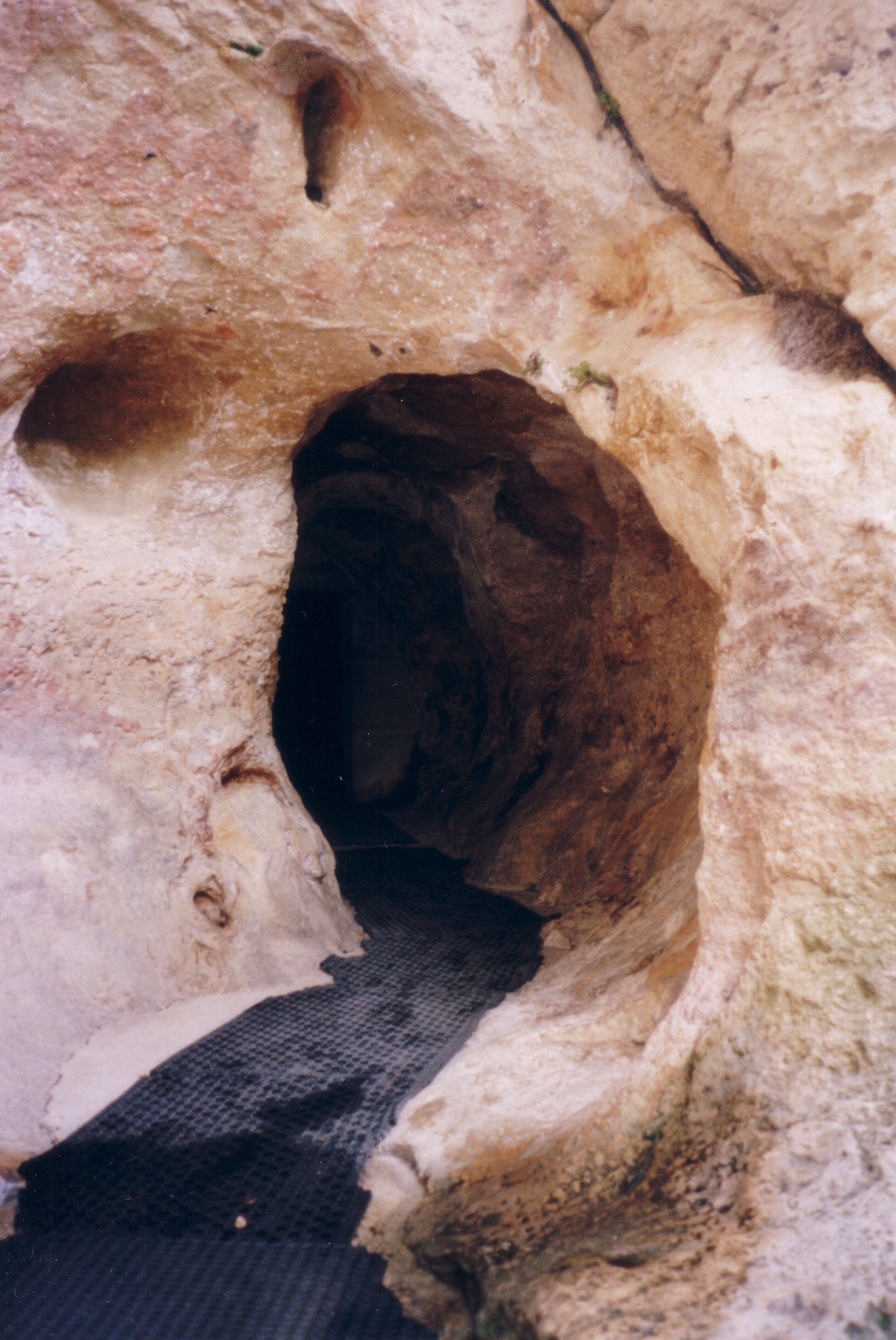
Печера Фон-де-Гом
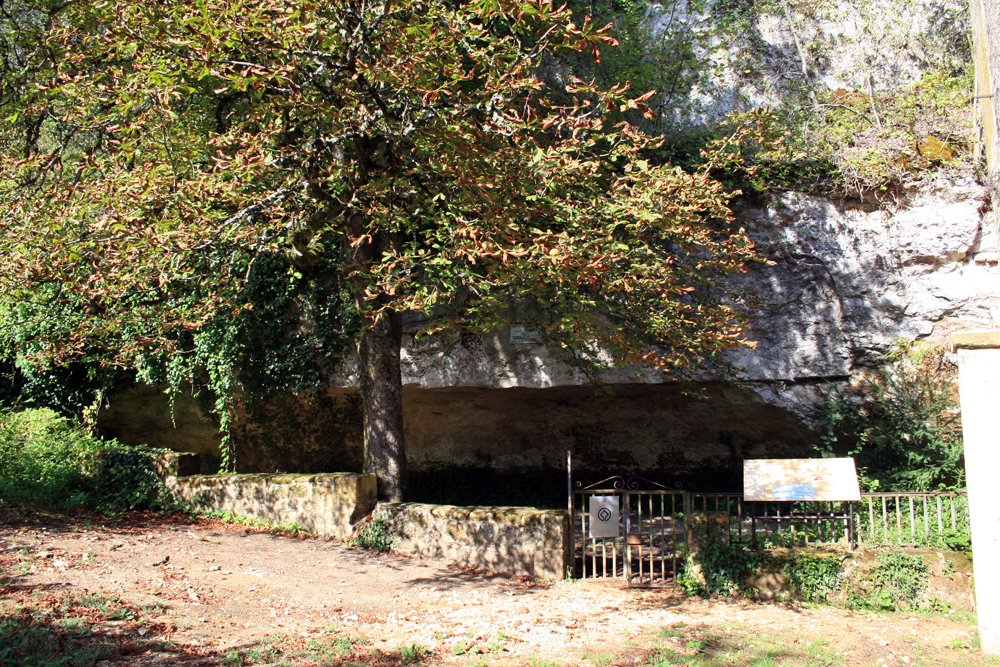
Житло кроманьйонців
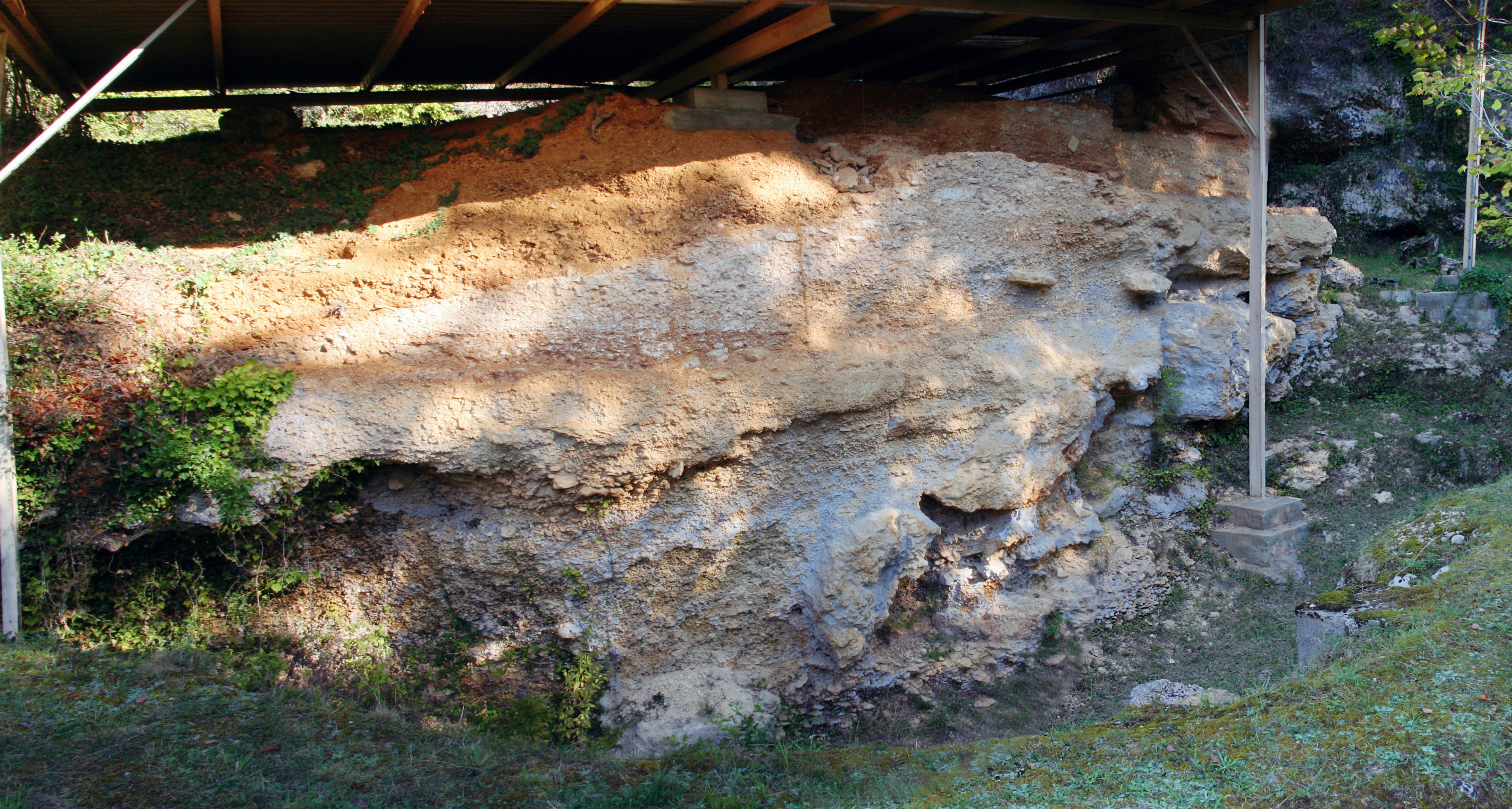
Ла Мікок
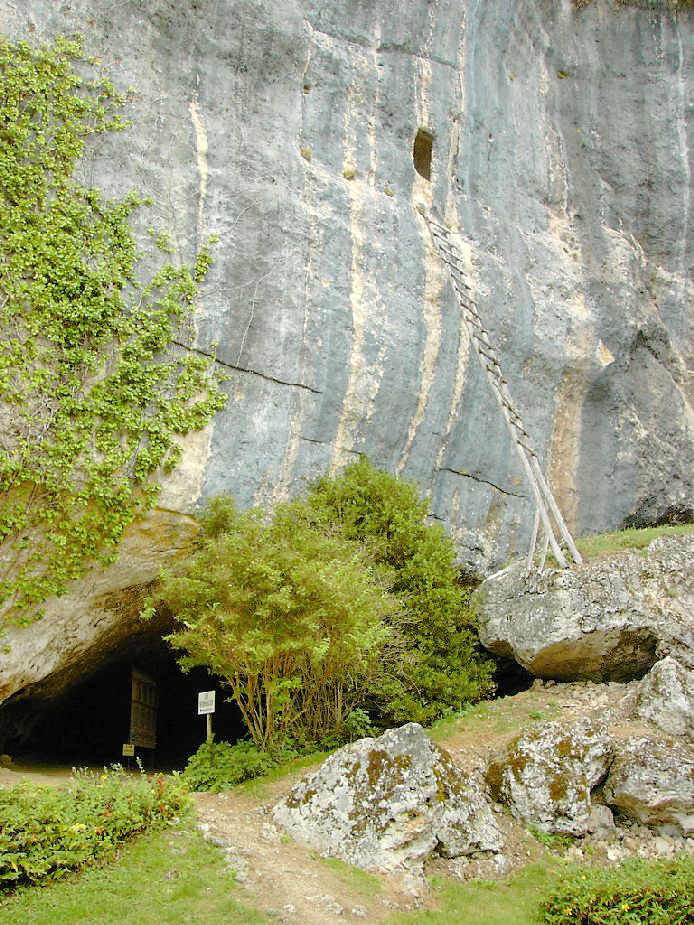
Ложрі-Басс
Стоянка Пато
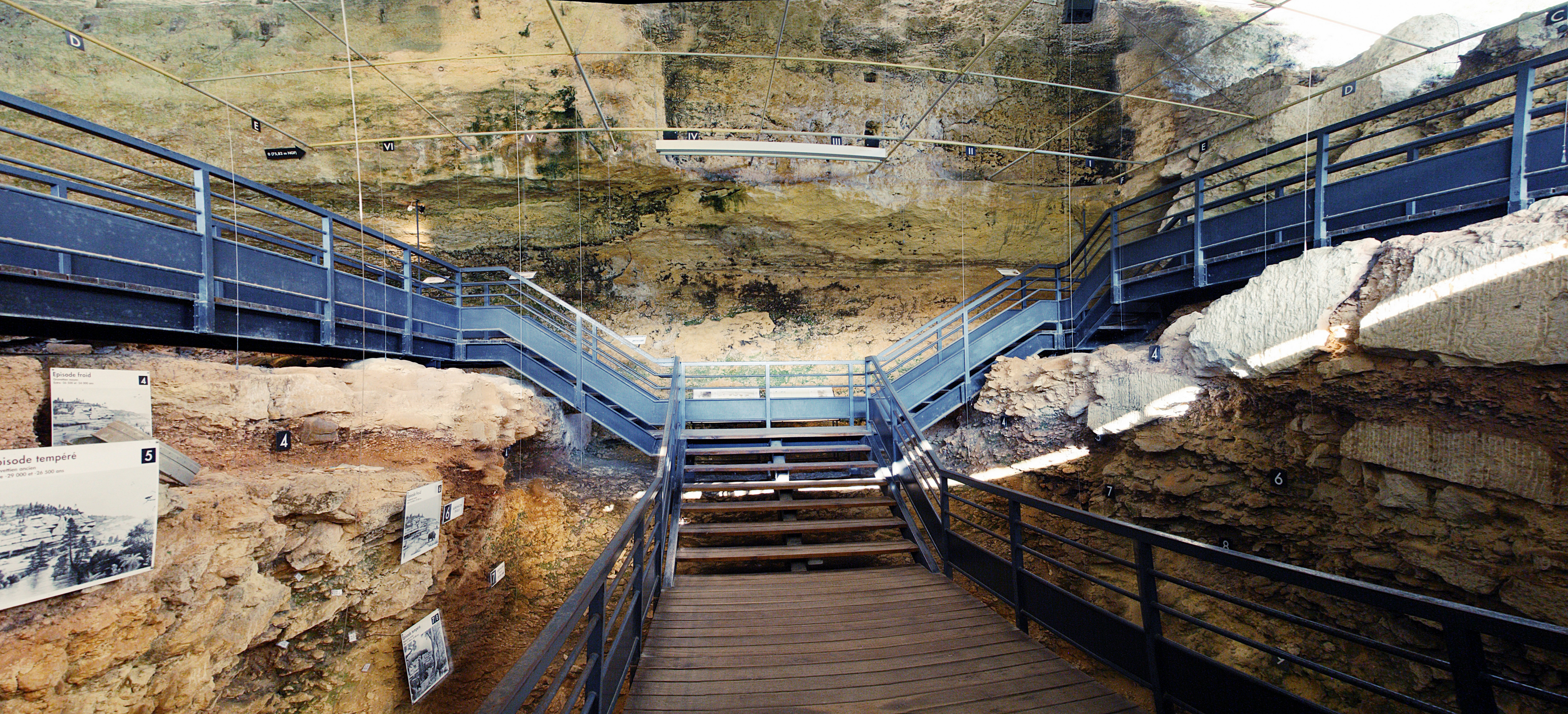
Стоянка Пато
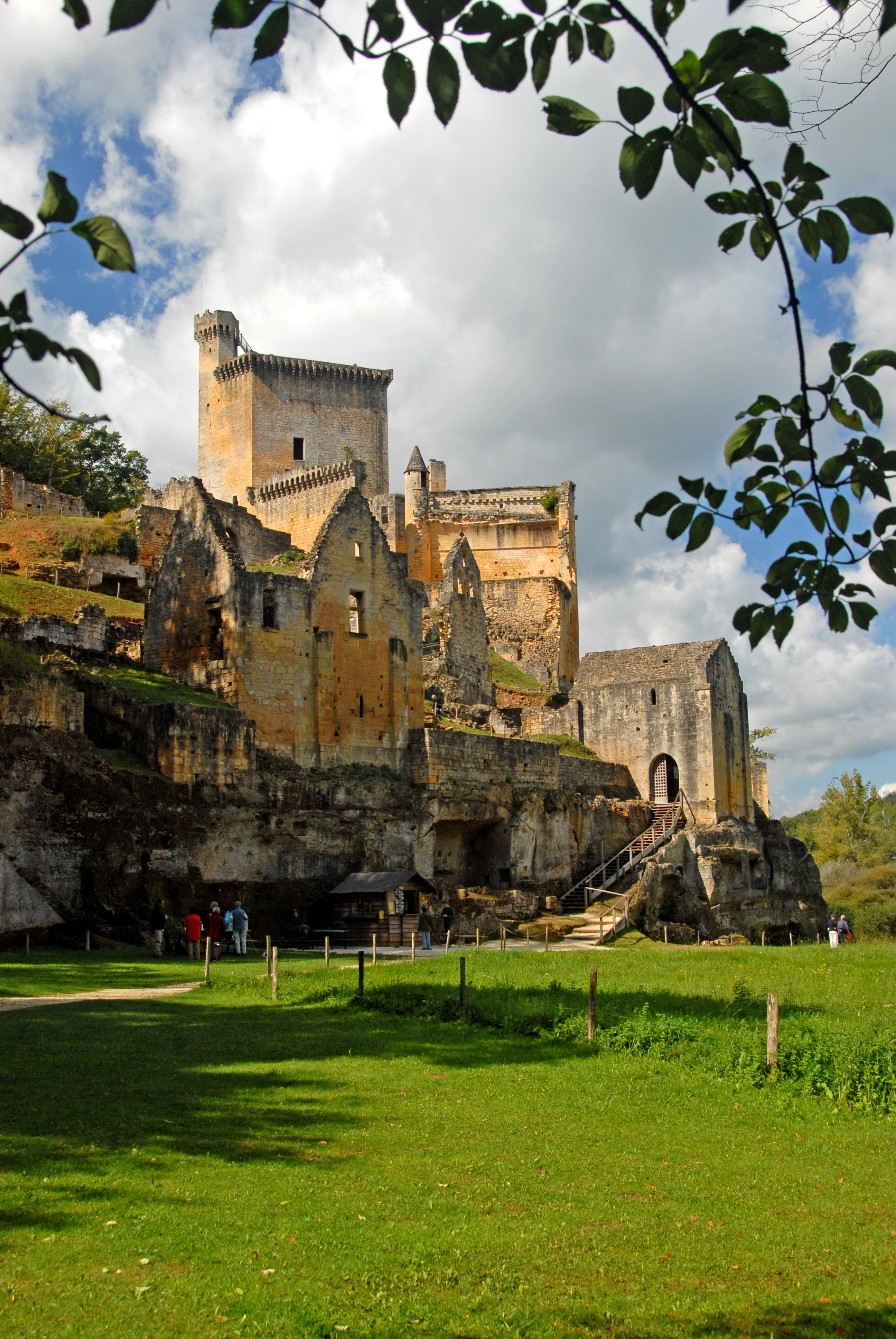
Замок Коммарк
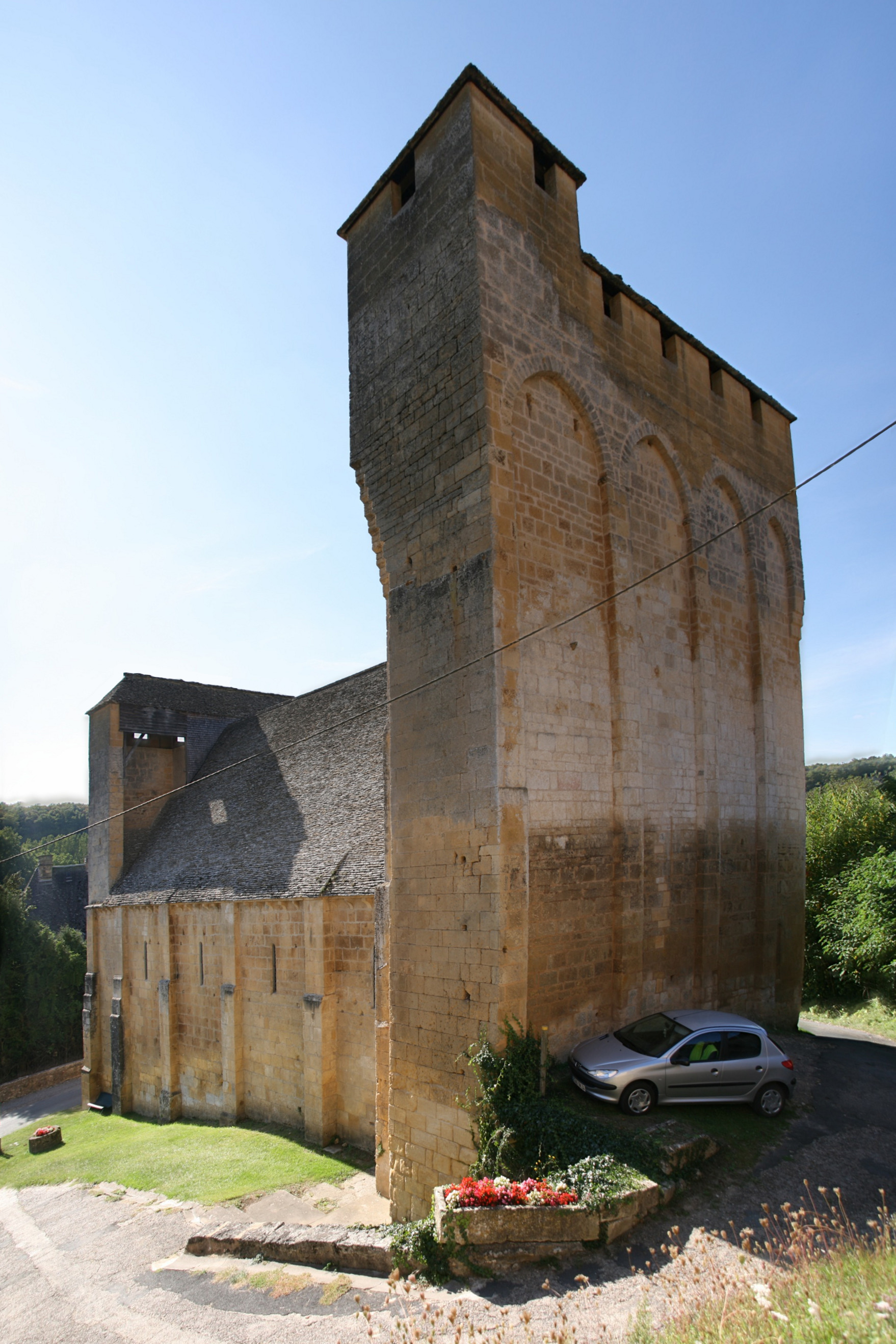
Церква-фортеця в с. Таяк
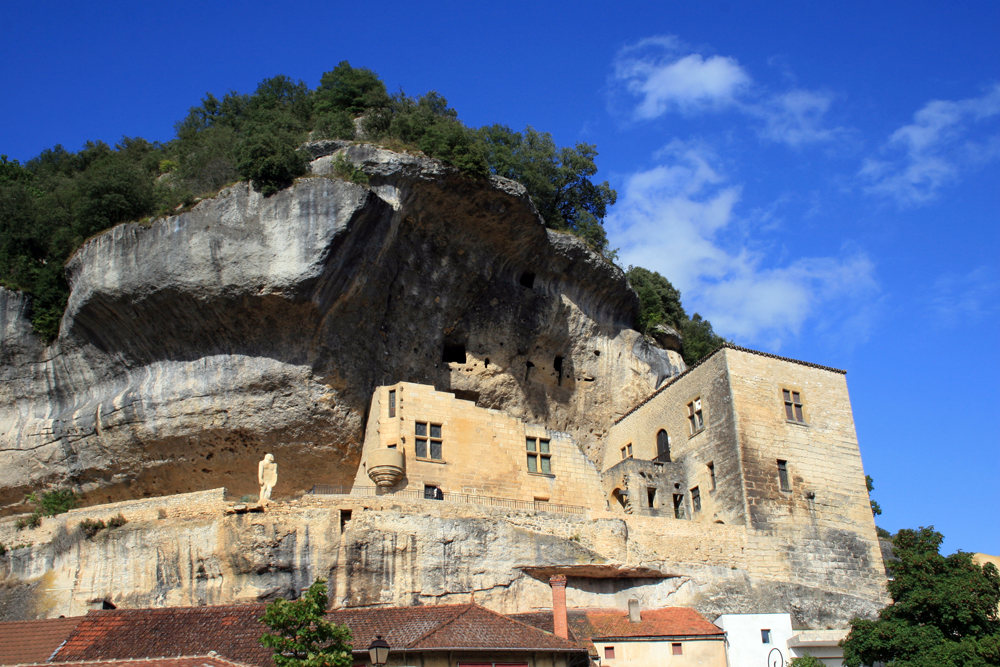
Замок Таяк, де розташований Національний музей доісторичної епохи (фр. Musée national de Préhistoire)